# Камышевка (Амурская область)
Камы́шевка — село в Белогорском районе Амурской области России. Входит в состав Кустанаевского сельсовета.

## География
Село Камышевка расположено к юго-западу от районного центра города Белогорск, расстояние до центральной части города — 18 км.
На юг от села Камышевка идёт дорога к селу Лукьяновка и административному центру Кустанаевского сельсовета селу Кустанаевка, расстояние до которой — 11 км.

## Население
| 2002 | 2010 | 2012 | 2013 | 2014 | 2015 | 2016 |
| ---- | ---- | ---- | ---- | ---- | ---- | ---- |
| 89   | ↘80  | ↘64  | ↗67  | ↗68  | ↘67  | →67  |
| 2017 | 2018 |      |      |      |      |      |
| ↘58  | ↗60  |      |      |      |      |      |

## Улицы
В селе имеется одна улица — Степная.

## Экономика
Сельскохозяйственные предприятия Белогорского района.